# Perumpung Raya
Perumpung Raya is een bestuurslaag in het regentschap Musi Banyuasin van de provincie Zuid-Sumatra, Indonesië. Perumpung Raya telt 1450 inwoners (volkstelling 2010).